# 안제이 이반
안제이 이반(폴란드어: Andrzej Iwan; 1959년 11월 10일, 마워폴스카 주 크라쿠프 ~ 2022년 12월 27일, 마워폴스카 주 크라쿠프)은 폴란드의 전 프로 축구 선수로, 현역 시절 공격수로 활약했다.

## 클럽 경력
오랜 기간 선수로 활동한 이반은 반다 크라쿠프에서 축구를 시작했지만, 1976년에 비스와 크라쿠프로 이적해 프로 무대 신고식을 치렀고, 1978년에 소속 구단의 리그 우승에 일조했다. 그는 비스와 크라쿠프에서 198번의 경기에 출전해 69골을 기록했고, 이후 1985년에 구르니크 자브제로 이적했다. 이후, 2년 동안, 그는 새로 합류한 구단에서도 주축 선수로 계속 활약해 1980년대 중반 폴란드 축구를 주름잡았다. 그는 처음에 스트라이커로 활약했지만, 경험을 쌓으면서 구르니크 자브제에서는 플레이메이커를 맡았다. 그는 말년을 해외(보훔, 아리스)에서 보냈는데, 중간에 구르니크 자브제로 복귀하기도 했다. 그는 비스와와 구르니크에서 도합 4번의 리그 우승을 거두었고, 폴란드 리그에서 226번의 경기에 출전해 90골을 기록했다. 또한, 그는 유럽대항전 17번의 경기에 출전해 4번 골망을 흔들기도 했다.

## 국가대표팀 경력
이반은 18세의 나이로 튀니지와의 1978년 월드컵 1차 조별 리그 2차전 경기에서 폴란드 국가대표팀 신고식을 치러, 대회에 출전한 최연소 선수로 기록되었다. 4년 후, 그는 1982년 월드컵에서도 주전으로 출전했지만, 카메룬과의 2번째 경기에서 부상을 당하면서 더 많은 경기에 출전하지 못했다. 그는 1987년에 29번째 경기를 끝으로, 총 11골의 기록과 함께 국가대표팀에서 은퇴했다.

## 감독 경력
은퇴 후, 이반은 감독으로 전향했는데, 처음에는 비스와 크라쿠프의 유소년부를 맡았고, 1999년부터 2001년까지는 1군 수석 코치로서 아담 나바우카와 오레스트 렌치크를 보좌했다. 자그웽비에 루빈에서는 또다시 아담 나바우카의 수석 코치로 보좌했지만, 5개월 만에 해임되었다. 이반은 총감독을 맡을 기회를 잡았는데, 4부 리그의 오코침스키 브제스코의 감독으로 취임했다. 그는 2005년에 연패를 당하면서 해임되기 전까지 2년을 역임했다. 그 전까지 오코침스크 브제스코는 2004년에 승격 근처까지 갔지만, 크미타 자비에주프와의 플레이오프전에서 패했다. 이반은 이후 3개 구단을 더 맡았는데, 프워미엔 예즈마노비체(5부 리그, 2005-06 시즌)와 비아트라 루즈미에시(유소년부, 2006년), 그리고 올렝타 루다바를 차례로 맡고 감독일을 더 이상 맡지 않았다.

## 방송인 경력
이반은 말년에 폴란드 엑스트라클라사 분석가로 정규 출연했다. 이반의 자서전 "오프사이드"(spalony)가 2012년에 출판되었다.

## 사생활과 최후
이반은 전 엑스트라클라사의 비제프 우치, 오드라 보지스와프 실롱스키, 피아스트 글리비체, 그리고 구르니크 자브제에서 활동한 바르토시 이반의 부친이다.
이반은 2022년 12월 27일, 향년 63세로 영면에 들었다.

## 수상
비스와 크라쿠프
- 엑스트라클라사: 1977–78

구르니크 자브제
- 엑스트라클라사: 1985–86, 1986–87, 1987–88

폴란드
- 월드컵 3위: 1982

폴란드 U-18
- 유럽 U-18 선수권 대회 3위: 1978

개인
- 폴란드 올해의 축구 선수: 1987